# Jan Flinterman
Jan Flinterman (Hága, 1919. október 2. – 1992. december 26.) holland autóversenyző.

## Pályafutása
1952-ben részt vett a Formula–1-es világbajnokság holland versenyén. Dries van der Lof-al együtt, aki szintén futam nevezői közt volt, ők lettek Hollandia első versenyzői a sorozatban.
Jan a tizenötödik helyről indult a futamon. A hetedik körben technikai gondjai akadtak, és átült a márkatárs, Chico Landi autójába. Kettősük végül a kilencedik helyen zárt, hét kör hátrányban a győztes Alberto Ascari mögött.

## Eredményei

### Teljes Formula–1-es eredménysorozata
(Táblázat értelmezése)

(Félkövér: pole-pozícióból indult; dőlt: leggyorsabb kört futott) 

| Év   | Csapat                 | Modell         | Motor               | 1   | 2   | 3   | 4   | 5   | 6   | 7       | 8   | Helyezés | Pont |
| ---- | ---------------------- | -------------- | ------------------- | --- | --- | --- | --- | --- | --- | ------- | --- | -------- | ---- |
| 1952 | Escuderia Bandeirantes | Maserati A6GCM | Maserati Straight-6 | SUI | 500 | BEL | FRA | GBR | GER | NED 9 * | ITA | -        | 0    |

* A távot Chico Landival közösen teljesítette.

## Külső hivatkozások
- Profilja a grandprix.com honlapon (angolul)
- Profilja a statsf1.com honlapon (angolul)